# Cryptotis colombiana
Cryptotis colombiana là một loài động vật có vú trong họ Chuột chù, bộ Soricomorpha. Loài này được Woodman & Timm miêu tả năm 1993.